# Nawada (huyện)
Huyện Nawada là một huyện thuộc bang Bihar, Ấn Độ. Thủ phủ huyện Nawada đóng ở Nawada. Huyện Nawada có diện tích 2492 ki lô mét vuông. Đến thời điểm năm 2001, huyện Nawada có dân số 1809425 người.